# Red de área local inalámbrica

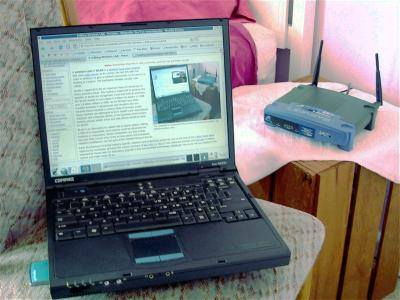
La computadora portátil se conecta a la red inalámbrica utilizando...

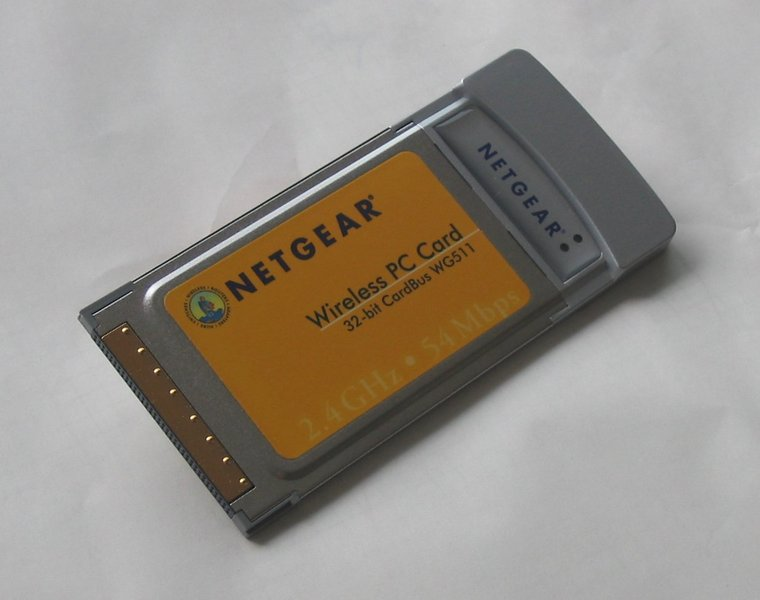
...un adaptador PCMCIA.

Una red de área local inalámbrica, también conocida como WLAN (del inglés wireless local area network), es una red inalámbrica de comunicación para distancias cortas y funciona mediante ondas de radio o infrarrojas. Con los rápidos avances de Internet, ya no era necesario utilizar cableado como las redes tradicionales.

## Funcionamiento

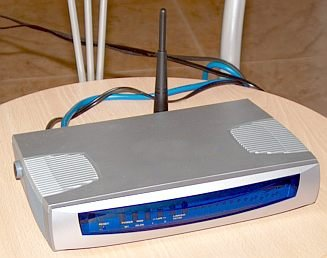
Punto de acceso WiFi.

Las redes de área local inalámbrica utilizan las ondas de radio para llevar la información de un punto a otro sin necesidad de un medio físico guiado. Al hablar de ondas de radio nos referimos normalmente a portadoras de radio, sobre las que va la información, ya que realizan la función de llevar la energía a un receptor remoto. Los datos a transmitir se superponen a la portadora de radio y de este modo pueden ser extraídos exactamente en el receptor final. 
A este proceso se le llama modulación de la portadora por la información que está siendo transmitida. Si las ondas son transmitidas a distintas frecuencias de radio, varias portadoras pueden existir en igual tiempo y espacio sin interferir entre ellas. Para extraer los datos el receptor se sitúa en una determinada frecuencia, frecuencia portadora, ignorando el resto. En una configuración típica de LAN (con cable) los puntos de acceso (transceiver) conectan la red cableada de un lugar fijo mediante cableado normalizado. El punto de acceso recibe la información, la almacena y la transmite entre la WLAN y la LAN cableada. Un único punto de acceso puede soportar un pequeño grupo de usuarios y puede funcionar en un rango de al menos treinta metros y hasta varios cientos. El punto de acceso (o la antena conectada al punto de acceso) es normalmente colocado en alto pero podría colocarse en cualquier lugar en que se obtenga la cobertura de radio deseada. El usuario final accede a la red WLAN a través de adaptadores. Estos proporcionan una interfaz entre el sistema de operación de red del cliente (NOS: Network Operating System) y las ondas, mediante una antena. 
La naturaleza de la conexión sin cable es transparente a la capa del cliente.

## Configuraciones de red para radiofrecuencia
Pueden ser de muy diversos tipos y tan simples o complejas como sea necesario. La más básica se da entre dos ordenadores equipados con tarjetas adaptadoras para WLAN, de modo que pueden poner en funcionamiento una red independiente siempre que estén dentro del área que cubre cada uno. Esto es llamado red de igual a igual (peer to peer). Cada cliente tendría únicamente acceso a los recursos del otro cliente pero no a un servidor central. Este tipo de redes no requiere administración o preconfiguración. 
Instalando un Punto de Acceso se puede doblar la distancia a la cual los dispositivos pueden comunicarse, ya que estos actúan como repetidores. Desde que el punto de acceso se conecta a la red cableada cualquier cliente tiene acceso a los recursos del servidor y además gestionan el tráfico de la red entre los terminales más próximos. Cada punto de acceso puede servir a varias máquinas, según el tipo y el número de transmisiones que tienen lugar. 
Los puntos de acceso tienen un alcance finito, del orden de 150 m en lugares o zonas abiertas. En zonas grandes como por ejemplo un campus universitario o un edificio es probablemente necesario más de un punto de acceso. La meta es cubrir el área con células que solapen sus áreas de modo que los clientes puedan moverse sin cortes entre un grupo de puntos de acceso. Esto es llamado roaming.
Para resolver problemas particulares de topologías, el diseñador de la red puede elegir usar un Punto de Extensión (EP) para aumentar el número de puntos de acceso a la red, de modo que funcionan como tales pero no están enganchados a la red cableada como los puntos de acceso. Los puntos de extensión funcionan como su nombre indica: extienden el alcance de la red retransmitiendo las señales de un cliente a un punto de acceso o a otro punto de extensión. Los puntos de extensión pueden encadenarse para pasar mensajes entre un punto de acceso y clientes lejanos de modo que se construye un puente entre ambos. 
Uno de los últimos componentes a considerar en el equipo de una WLAN es la antena direccional. Por ejemplo: si se quiere una Lan sin cable a otro edificio a 1 km de distancia. Una solución puede ser instalar una antena en cada edificio con línea de visión directa. La antena del primer edificio está conectada a la red cableada mediante un punto de acceso. Igualmente en el segundo edificio se conecta un punto de acceso, lo cual permite una conexión sin cable en esta aplicación.

### Asignación de canales
Los estándares 802.11a y 802.11g utilizan la banda de 2,4-2,5 Ghz. En esta banda, se definieron 11 canales utilizables por equipos WIFI, los cuales pueden configurarse de acuerdo a necesidades particulares. Sin embargo, los 11 canales no son completamente independientes (canales contiguos se superponen y se producen interferencias) y en la práctica sólo se pueden utilizar 3 canales en forma simultánea (1, 6 y 11). Esto es correcto para USA y muchos países de América Latina, pues en Europa, el ETSI ha definido 13 canales. En este caso, por ejemplo en España, se pueden utilizar 4 canales no-adyacentes (1, 5, 9 y 13). Esta asignación de canales usualmente se hace sólo en el punto de acceso, pues los “clientes” automáticamente detectan el canal, salvo en los casos en que se forma una red ad hoc o punto a punto cuando no existe punto de acceso.

## Seguridad
Uno de los problemas de este tipo de redes es precisamente la seguridad ya que cualquier persona con una terminal inalámbrica podría comunicarse con un punto de acceso privado si no se disponen de las medidas de seguridad adecuadas. Dichas medidas van encaminadas en dos sentidos: por una parte está el cifrado de los datos que se transmiten y en otro plano, pero igualmente importante, se considera la autenticación entre los diversos usuarios de la red. En el caso del cifrado se están realizando diversas investigaciones ya que los sistemas considerados inicialmente se han conseguido descifrar. Para la autenticación se ha tomado como base el protocolo de verificación EAP (Extensible Authentication Protocol), que es bastante flexible y permite el uso de diferentes algoritmos.

## Velocidad
Otro de los problemas que presenta este tipo de redes es que actualmente (a nivel de red local) no alcanzan la velocidad que obtienen las redes de datos cableadas.
Además, en relación con el apartado de seguridad, el tener que cifrar toda la información supone que gran parte de la información que se transmite sea de control y no información útil para los usuarios, por lo que incluso se reduce la velocidad de transmisión de datos útiles y no se llega a tener un buen acceso.